# Ветчинская Рудня
Ветчинская Рудня (бел. Вятчынская Рудня) — деревня в Морохоровском сельсовете Житковичского района Гомельской области Белоруссии.
Кругом лес.

## География

### Расположение
В 45 км на северо-восток от Житковичей, 20 км от железнодорожной станции Старушки (на линии Лунинец — Калинковичи), 278 км от Гомеля.

## Транспортная сеть
Рядом автодорога Морохорово — Любань. Планировка состоит из почти прямолинейной, близкой к меридиональной ориентации улицы. Застройка неплотная, деревянная, усадебного типа.

## История
Основана во 2-й половине XIX века переселенцами из соседних деревень. Согласно переписи 1897 года находилась водяная мельница. В 1917 году в Дяковичской волости Мозырского уезда Минской губернии. В 1931 году организован колхоз «Прогресс». Во 2-й половине 1930-х годах в деревню переселены жители рядом расположенных хуторов. Во время Великой Отечественной войны в марте 1943 года немецкие оккупанты полностью сожгли деревню. 15 жителей погибли на фронте. Согласно переписи 1959 года в составе колхоза «Октябрь» (центр — деревня Дяковичи). Действовал клуб.

## Население

### Численность
- 2004 год — 36 хозяйств, 71 житель.

### Динамика
- 1897 год — 4 двора, 31 житель (согласно переписи).
- 1917 год — 76 жителей.
- 1925 год — 21 двор.
- 1940 год — 49 дворов.
- 1959 год — 257 жителей (согласно переписи).
- 2004 год — 36 хозяйств, 71 житель.